# Арнольд (Міссурі)
Арнольд (англ. Arnold) — місто (англ. city) в США, в окрузі Джефферсон штату Міссурі. Населення — 20 858 осіб (2020).

## Географія
Арнольд розташований за координатами 38°25′34″ пн. ш. 90°22′10″ зх. д. / 38.42611° пн. ш. 90.36944° зх. д. (38.426005, -90.369312).  За даними Бюро перепису населення США в 2010 році місто мало площу 30,93 км², з яких 30,00 км² — суходіл та 0,94 км² — водойми.

## Демографія
Згідно з переписом 2010 року, у місті мешкало 20 808 осіб у 8090 домогосподарствах у складі 5695 родин. Густота населення становила 673 особи/км².  Було 8547 помешкань (276/км²).
Расовий склад населення:
| - 96,3 % — білих - 0,9 % — азіатів - 0,6 % — чорних або афроамериканців - 0,2 % — корінних американців |

До двох чи більше рас належало 1,4 %. Частка іспаномовних становила 2,2 % від усіх жителів.
За віковим діапазоном населення розподілялося таким чином: 23,3 % — особи молодші 18 років, 62,3 % — особи у віці 18—64 років, 14,4 % — особи у віці 65 років та старші. Медіана віку мешканця становила 39,2 року. На 100 осіб жіночої статі у місті припадало 95,0 чоловіків;  на 100 жінок у віці від 18 років та старших — 91,8 чоловіків також старших 18 років.
Середній дохід на одне домашнє господарство  становив 67 993 долари США (медіана — 55 929), а середній дохід на одну сім'ю — 79 513 долари (медіана — 63 765). Медіана доходів становила 47 098 доларів для чоловіків та 37 579 доларів для жінок. За межею бідності перебувало 9,3 % осіб, у тому числі 13,9 % дітей у віці до 18 років та 4,3 % осіб у віці 65 років та старших.
Цивільне працевлаштоване населення становило 10 313 особи. Основні галузі зайнятості: освіта, охорона здоров'я та соціальна допомога — 19,5 %, роздрібна торгівля — 13,1 %, науковці, спеціалісти, менеджери — 11,8 %.